# Manœuvre de Rashkind
La manœuvre de Rashkind ou atrioseptotomie de Rashkind est un geste de cardiologie interventionnelle pratiqué le plus tôt possible après la naissance chez les nouveau-nés présentant une transposition des gros vaisseaux. Cette manœuvre vise à créer artificiellement une large communication entre l'oreillette droite et l'oreillette gauche.

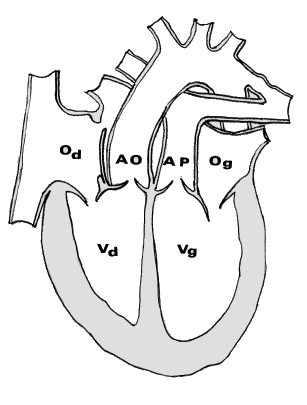
D-TGV

## But
Dans la transposition des gros vaisseaux, les circulations sanguines pulmonaire ("petite circulation") et systémique ("grande circulation") se font en parallèle et non pas en série comme normalement: le sang oxygéné revenant au ventricule gauche est renvoyé dans l'artère pulmonaire et les poumons, alors que le sang désaturé (pauvre en oxygène) revenant de l'organisme repart directement dans la grande circulation via le ventricule droit et l'aorte.Un échange sanguin et donc un apport en sang oxygéné à l'organisme ne peut se faire qu'au travers de communications entre ces deux circuits.
Physiologiquement, durant la vie fœtale, il existe deux communications entre le cœur droit et le cœur gauche: le Foramen ovale faisant communiquer les deux oreillettes entre elles et le canal artériel, situé entre l'aorte et l'artère pulmonaire.

L'un comme l'autre sont destinés à disparaitre dans les heures ou jours suivant la naissance. La manœuvre de Rashkind vise à maintenir perméable et à agrandir le Foramen ovale avec deux objectifs :

- Assurer un apport de sang oxygéné dans l'oreillette droite, le ventricule droit et l'aorte, donc la circulation systémique;

- Diminuer l'hyperpression régnant fréquemment dans l'oreillette gauche (et donc en amont dans la circulation pulmonaire), secondaire aux particularités hémodynamiques de cette malformation, non détaillées ici.
Parallèlement à la réalisation d'une manœuvre de Rashkind, on s'efforcera de maintenir ouverte l'autre communication, le canal artériel, par la mise en place d'une perfusion de prostaglandine.

## Méthode
Cette manœuvre, pratiquée initialement sous surveillance radiologique dans une salle spéciale est maintenant de plus en plus souvent faite sous simple surveillance échographique dans la couveuse de l'enfant.
Dans les deux cas, un cathéter muni à son extrémité d'un ballonnet gonflable est introduit par la veine fémorale ou la veine ombilicale puis dirigé dans l'oreillette gauche, atteinte depuis l'oreillette droite au travers du foramen ovale. Une fois en place, le ballonnet est gonflé d'une solution liquide (sérum ou produit de contraste radiologique) puis le cathéter est retiré brutalement de quelques centimètres en arrière. Le ballonnet gonflé passe alors "en force" au travers du foramen ovale dont il déchire les bords, créant ainsi une communication plus large et moins susceptible de s'occlure spontanément.
L'efficacité de la manœuvre est jugée sur l'augmentation de la saturation en oxygène du sang artériel. Plusieurs passages avec des gonflages progressivement croissants peuvent être nécessaires.
La technique  peut être aidée par l'utilisation d'un ballon dit « coupant » ou par la mise en place d'un stent trans septal.

## Indications
Cette manœuvre n'est pas toujours nécessaire. Dans certaines formes de transposition des gros vaisseaux, le foramen ovale est spontanément large et autorise une oxygénation de l'organisme suffisante pour attendre que soit pratiqué un switch artériel ou détransposition des gros vaisseaux qui est l'intervention curative de cette malformation. La manœuvre n'est donc indiqué que dans moins d'un tiers des cas.
Elle est également indiquée dans certains cas d'atrésie tricuspide ou pulmonaire.

## Historique
Avant que Rashkind ne propose sa manœuvre en 1963, l'intervention de Blalock-Hanlon (décrite en 1950) permettait déjà de créer une large communication inter-auriculaire par un abord postérieur des oreillettes, possible sans circulation extra-corporelle (qui n'existait pas à l'époque). Par la suite, cette intervention est restée indiquée en cas d'impossibilité, d'échec ou d'insuffisance de la manœuvre de Rashkind. Comme cette dernière, elle pouvait permettre la survie de l'enfant jusqu'à 12-24 mois (au prix d'une cyanose majeure), âge auquel était réalisée l'intervention définitive de "correction à l'étage auriculaire".